# Trattato italo-yemenita
Il Trattato italo-yemenita del 1926 (noto anche come Trattato di San'a) fu un trattato tra il Regno d'Italia e il Regno Mutawakkilita dello Yemen. Il trattato, descritto come un trattato di amicizia, venne firmato il 2 settembre 1926 a San'a dal governatore dell’Eritrea, Jacopo Gasperini e il re dello Yemen, ed entrò in vigore il 22 dicembre dello stesso anno. In quel periodo l'Italia era governata dal Partito Nazionale Fascista con Benito Mussolini a capo del governo. Il trattato riconobbe l'Imam Yahya Muhammad Hamid ed-Din come re dello Yemen riconoscendone le sue affermazioni ad Aden. Il trattato fu rinnovato il 15 ottobre 1937, dopo l'annessione da parte dell'Italia dell'Abissinia (l'attuale Etiopia).

## Panoramica

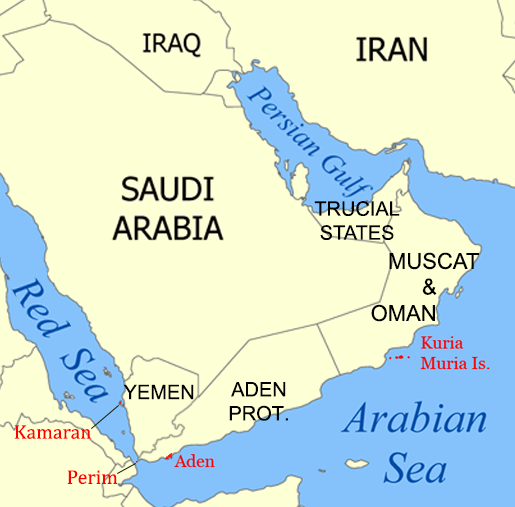
Penisola arabica, 1937

Il Mar Rosso era di importanza strategica per il Regno Unito sia per il commercio che come rotta per la sua marina da attraversare per raggiungere l'India. A sud dello Yemen vi era la Colonia di Aden britannica e il protettorato di Aden che rappresentavano un considerevole rischio di ribellioni anticolonialiste.
L'Italia aveva colonie proprie nella regione: Eritrea e Somalia, entrambe a bassa redditività. Subentrava l'aspettativa che l'aumento dei legami con lo Yemen avrebbe alimentato un aumento del commercio con le colonie e portato la regione nella sfera di influenza italiana.
Il Regno dello Yemen a questo punto aveva gli occhi puntati sull'annessione di Aden e anche l'Imam Yahya aveva aspirazioni per un Grande Yemen.